# Resolutie 1658 Veiligheidsraad Verenigde Naties
Resolutie 1658 van de Veiligheidsraad van de Verenigde Naties werd op 14 februari 2006 unaniem aangenomen door de VN-Veiligheidsraad. De resolutie verlengde de vredesmacht in Haïti met een half jaar.

## Achtergrond
Na decennia onder dictatoriaal bewind won Jean-Bertrand Aristide in december 1990 de verkiezingen in Haïti. In september 1991 werd hij met een staatsgreep verdreven. Nieuwe verkiezingen werden door de internationale gemeenschap afgeblokt waarna het land in de chaos verzonk. Na Amerikaanse bemiddeling werd Aristide in 1994 in functie hersteld. Het jaar erop vertrok hij opnieuw, maar in 2000 werd hij herkozen. Zijn tweede ambtstermijn werd echter gekenmerkt door beschuldigingen van corruptie. In 2004 veroverden door het Westen gesteunde rebellen de controle over het land en werd Aristide opnieuw uit zijn ambt gezet. In juni dat jaren werden VN-vredestroepen gestuurd en in 2006 werd René Préval, die tussen 1995 en 2000 ook president was, opnieuw verkozen.

## Inhoud

### Waarnemingen
Op 7 februari was een geslaagde eerste ronde van de verkiezingen in Haïti gehouden. De MINUSTAH-vredesmissie bleef een belangrijke rol spelen bij de ondersteuning van die verkiezingen. De missie moest verder werden met de Haïtiaanse politie aan de hervorming van die politie en ook het strafrechtelijk systeem van het land.

### Handelingen
Het mandaat van de MINUSTAH-missie werd aldus verlengd tot 15 augustus. Ten slotte werd secretaris-generaal Kofi Annan gevraagd na de verkiezingen in Haïti te rapporteren en na de installatie van de nieuwe regering een eventuele hervorming van de vredesmacht te bekijken.

## Verwante resoluties
- Resolutie 1601 Veiligheidsraad Verenigde Naties (2005)
- Resolutie 1608 Veiligheidsraad Verenigde Naties (2005)
- Resolutie 1702 Veiligheidsraad Verenigde Naties
- Resolutie 1743 Veiligheidsraad Verenigde Naties (2007)

Lijst ·  1652 ·  1653 ·  1654 ·  1655 ·  1656 ·  1657 ·  1658 ·  1659 ·  1660 ·  1661 ·  1662 ·  1663 ·  1664 ·  1665 ·  1666 ·  1667 ·  1668 ·  1669 ·  1670 ·  1671 ·  1672 ·  1673 ·  1674 ·  1675 ·  1676 ·  1677 ·  1678 ·  1679 ·  1680 ·  1681 ·  1682 ·  1683 ·  1684 ·  1685 ·  1686 ·  1687 ·  1688 ·  1689 ·  1690 ·  1691 ·  1692 ·  1693 ·  1694 ·  1695 ·  1696 ·  1697 ·  1698 ·  1699 ·  1700 ·  1701 ·  1702 ·  1703 ·  1704 ·  1705 ·  1706 ·  1707 ·  1708 ·  1709 ·  1710 ·  1711 ·  1712 ·  1713 ·  1714 ·  1715 ·  1716 ·  1717 ·  1718 ·  1719 ·  1720 ·  1721 ·  1722 ·  1723 ·  1724 ·  1725 ·  1726 ·  1727 ·  1728 ·  1729 ·  1730 ·  1731 ·  1732 ·  1733 ·  1734 ·  1735 ·  1736 ·  1737 ·  1738